# Natalja Vodjanova
Natalja Michajlovna Vodjanova (Russisch: Наталья Михайловна Водянова) (Gorki, 28 februari 1982) is een Russisch model. Ze groeide zonder vader op in een arm gezin met haar moeder en twee halfzussen, in Nizjni Novgorod. Als kind verkocht ze fruit om de familie aan inkomen te helpen.
Op zestienjarige leeftijd schreef ze zich in Nizjni Novgorod in bij een modellenbureau om geld te verdienen. Later werd ze op een modeshow in Parijs ontdekt door Jean Paul Gaultier. Kort daarna werd ze het gezicht van Calvin Klein.
Ze leerde op een privéfeest haar man kennen, een rijke Brit uit een adellijke familie, met wie ze in 2001 trouwde. Samen hebben ze drie kinderen. In 2011 scheidde ze weer van hem, waarna ze hertrouwde met de Fransman Antoine Arnault, met wie ze ook twee kinderen kreeg.

## Naked Heart Foundation
Vodjanova richtte de Naked Heart Foundation op, na de schoolgijzeling in Beslan. Zij wilde de slachtoffertjes helpen het trauma te verwerken door ervoor te zorgen dat ze minstens vijf minuten per dag konden spelen, om zo hun aandacht op iets goeds te vestigen. De stichting laat in heel Rusland speciaal ingerichte kinderspeelplaatsen bouwen.

## Filmografie
- CQ (2001) - Brigit
- Probka (2009)
- Clash of the Titans (2010) - Medusa
- Belle du Seigneur (2012) - Ariane
- Swan Lake 3D - Live from the Mariinsky Theatre (2013) - Verteller

- Gemeinsame Normdatei: 136768431
- Nationale Bibliotheek van Letland: 000340949
- Système universitaire de documentation: 175213070
- Virtual International Authority File: 81057334
- WorldCat: E39PBJc84HyM9prkCbXfJVdbBP